# Phyllanthus
Phyllanthus é um género botânico pertencente à família Phyllanthaceae, sendo algumas delas conhecidas como quebra-pedra (erva-pombinha) e utilizadas na medicina tradicional.

## Espécies
- Phyllanthus acuminatus
- Phyllanthus acutifolius
- Phyllanthus asperulatus
- Phyllanthus corcovadensis (Martius)
- Phyllanthus fluitans
- Phyllanthus lathyroides
- Phyllanthus niruri
- Phyllanthus tenellus
- Phyllanthus urinaria (Forestry Image)

## Classificação do gênero
| Sistema | Classificação                    | Referência               |
| ------- | -------------------------------- | ------------------------ |
| Linné   | Classe Monoecia, ordem Triandria | Species plantarum (1753) |